# Bors község
Bors község (románul: Comuna Borș) község Bihar megyében, Romániában. Központja Bors, beosztott falvai Biharszentjános, Kisszántó, Nagyszántó.

## Népessége
A 2011-es népszámlálás adatai alapján a község népessége 3946 fő volt.